# プロサッカー選手
プロサッカー選手（プロサッカーせんしゅ）とは、サッカー競技におけるプロフェッショナル選手、すなわち、サッカー競技をすることに対して報酬を得る者のことである。

## 概要
サッカー競技における「プロフェッショナル」とは、国際サッカー連盟（FIFA）による「競技者の状態・異動についての規定」 で「クラブチームと書面の契約を結び、その者の実効的な出費を上回る金銭をサッカー競技に関する活動によって得ている者」と定義されている。この定義では、クラブと書面契約を結んでいない者や、クラブからの給料等が少額の者、サッカーと無関係な活動に対して給料等を得る者（いわゆる社員選手など）は、プロ選手に該当しない。また、プロフェッショナルとなった者は、プロフェッショナル選手として最後に出場した試合から30日するまでは、アマチュアとみなされることはない（換言すれば、30日の経過でプロフェッショナルでなくなる可能性が生じる）。
プロ選手が所属クラブを移籍することができるのは、原則としてシーズン終了から翌シーズンの開幕までの間（ただし最大12週間） と、シーズン中盤に設けられる特定の時期（最大4週間） のみと定められている。この期間はいわゆる「移籍市場」と呼ばれる。また移籍の際にはいわゆる移籍金が発生する場合がある。なお18歳未満の選手が別の国のクラブに移籍することは、サッカーとは関係ない親の事情、あるいは選手の家から半径100 km以内などの特殊事情がある場合を除き原則禁止されている。ただし、欧州連合（EU）内での移籍の場合は16歳から条件付で可能である。
選手とクラブがプロ契約を結ぶ場合の契約期間は原則として、短くとも契約対象のシーズンの実質的な終了日までの期間、長くとも5年以内でなければならない。当該地域のサッカー協会の規則で許されている場合にはそれ以外の期間の契約も認められるが、この最長期間を超える契約上の言及があったとしても、FIFAはこれを有効と見做さない。現所属クラブとの契約満了の6ヶ月前から、プロ選手は別のクラブと自由に契約ができるようになる。

## 歴史
サッカーにおいてプロフェッショナル選手が誕生したのは、19世紀から20世紀に掛けてのイングランドである。当初のクラブは、街や地区、教会、企業、工場、パブなどのコミュニティーを単位として運営されていた。選手はサッカーとは別個の仕事を持っており、収入はここから得ていたが、クラブ間の競合が激しくなり、選手にもレベルアップが求められるようになると特に労働階級出身の選手に対して練習の時間を確保し、収入の道を絶たれる怪我を恐れずにサッカーができるような体制をとるため、サッカーをする事そのものに対して報酬（保証金）が支払われるようになった。これがプロフェッショナルプレーヤーの誕生である。

### プロフェッショナルプレーヤーの誕生と拡大
サッカーの競技・興行の運用規則については、1863年のイングランドにおいてのフットボール・アソシエーション (FA) の設立と同時に、初めて文書化された。このときは、パブリックスクールやそれらを母体とするチームによるプレーが主であり、アマチュアリズムが規範であった。
1880年代には労働者階級のチームが支配的となった。主に工場労働者からなるブラックバーン・オリンピックは1883年のFAカップ で優勝し、労働者階級のチームとしては初のことであった。当時はプロフェッショナリズムは許可されていなかったが、ブラックバーン・オリンピックは選手のために仕事を用意し、選手の収入を簿外報酬で補った。このような方式は、ランカシャーのクラブでは一般的であったとされる。
イングランド南部のアマチュア理想主義のチームと同国北部の工業都市のプロフェッショナリズムが浸透しつつあるチームとの差は、1884年に顕在化した。プレストン・ノースエンド（本拠は同国北部）がアップトン・パーク（本拠は同国南部のロンドン）を破ってFAカップで優勝した際には、プレストン・ノースエンドの勝利は不当なプロフェッショナリズムによるものであるとして、アップトン・パークが結果を覆すことを求めて抗議した。これをきっかけにFAは分裂の危機に陥った。プレストン・ノースエンドはFAカップから撤退し、同じランカシャーのクラブのバーンリーとグレート・リバーも後に続いた。ついには30を越えるクラブがこの抗議運動に加わり、主に同国北部のチームらによって、FAがプロフェッショナリズムを認めなければ対抗組織としてブリティッシュ・フットボール・アソシエーションを設立すると宣言された。この18カ月後にFAは抗議を受け入れ、1885年7月にはイングランドにおいてプロフェッショナリズムが公式に認められることとなった。
イングランドのクラブはプロ選手を雇用するようになったが、スコットランドサッカー協会はこれを禁止し続けた。その結果、多くのスコットランド人選手がイングランドのクラブへ移った。当初、FAはこれを防ぐために居住制限を設けたが、1889年にこれらは撤廃された。フットボールリーグの初年度（1888-89）、優勝クラブのプレストン・ノースエンドには10名のスコットランド人プロ選手がいた。スコットランドFAは1893年にプロフェッショナリズムの禁止を撤廃し、560名の選手がプロフェッショナルとして登録された。
イングランド以外の地域では、1920年代までアマチュア主義が幅を利かせて、こうした動きをルールによって規制する事が一般的であった。又プロ化する事で報酬が限りなく上昇する事も問題視されていた。（この問題は現在に至るまで解決されていない。）それでも1920年代中ごろには、オーストリア、チェコスロバキア、ハンガリー、アルゼンチンなどがプロ化に踏み切った。

### プロ化の年表
| 国             | 年   | 註                                                                     |
| -------------- | ---- | ---------------------------------------------------------------------- |
| イングランド   | 1885 | 世界初のプロリーグであるフットボールリーグは1888年に設立された。       |
| スコットランド | 1893 |                                                                        |
| アメリカ合衆国 | 1921 |                                                                        |
| オーストリア   | 1924 |                                                                        |
| ハンガリー     | 1924 |                                                                        |
| イタリア       | 1926 | it:Carta di Viareggio                                                  |
| スペイン       | 1926 |                                                                        |
| メキシコ       | 1927 | 代表チームがプロ化した年。メキシコ初のプロリーグは1943年に設立された。 |
| アルゼンチン   | 1931 |                                                                        |
| チリ           | 1931 |                                                                        |
| フランス       | 1932 |                                                                        |
| ウルグアイ     | 1932 |                                                                        |
| ブラジル       | 1933 | リオおよびサンパウロリーグ。その他の州では後にプロ化された。           |
| オランダ       | 1954 |                                                                        |
| 西ドイツ       | 1963 |                                                                        |
| スウェーデン   | 1967 |                                                                        |
| デンマーク     | 1978 |                                                                        |
| ノルウェー     | 1992 |                                                                        |

### 日本におけるプロ化
日本では1960年代までは、全ての選手がアマチュアであった。1965年、日本で初の全国リーグである日本サッカーリーグが創設された。1970年代頃になると、同リーグ所属クラブの母体の企業は、選手のサッカーの練習を実質的に業務と見做し、練習時間を就業時間 と認めて選手 に給与を支払ったりしたほか、その他様々な名目 で金を渡す事が一般的となった。こうした形態は完全にIOCやFIFAが定める「アマチュア」ではなかった。更に1969年創設の読売クラブでは、サッカー競技をする事そのものに対して報酬を支払っていた。こうした形態は、日本サッカーリーグ事務局および日本サッカー協会によって追認され、1986年からはスペシャル・ライセンス・プレーヤー制度（実質的なプロ契約）となった。1985年、ワールドカップアジア予選で日本代表がプロ化を先んじていた韓国に完敗を喫したことで、日本のサッカー界でもプロ化への動きがようやく具体化し始めた。
当初のスペシャル・ライセンス・プレーヤーとしては、西ドイツ（当時）でブンデスリーガの1.FCケルンなどでプレーした奥寺康彦（古河電気工業サッカー部）および木村和司（日産自動車サッカー部）の2名が登録された。丸の内御三家の一角で1970年高卒新入部員・奥寺を破格の年俸4000万円でスペシャル・ライセンス・プレーヤー契約という形で復帰させた古河は、アジアクラブ選手権1986で奥寺の大活躍もあり優勝し日本のクラブとしては初めてとなるアジアタイトルを獲得。更に奥寺自身も同年のJSLオールスターサッカーで東軍勝利に貢献しMVP選出。奥寺はJSLの公式ポスターモデルとして出演し、その時「サラリーマンサッカーの時代は終わった」というキャッチコピーが登場し、日本サッカーがプロ化へ向かう事を象徴。

しかし当時の多くの選手は「アマチュア」とは言えないものの、サッカー競技以外で何らかの収入を得ている状態であった。たとえば日立サッカー部や古河電工サッカー部などは、ほとんどの選手をアマチュアとして登録していた。
やがて、1980年代末から1990年代初めにかけて、プロリーグ化への気運がクラブやその母体、選手間で徐々に顕在化しはじめ、ほとんどの選手がプロフェッショナルとして登録されるようになった。1993年に日本プロサッカーリーグ（Jリーグ）が開幕するに至って、サッカーの選手がプロフェッショナルとしてプレーする事が以降は一般的となった。

## サッカーにおけるプロとアマチュアの位置づけ
少なくない世界のプロクラブは、年齢によって「ユース」や「ジュニアユース」あるいはそれ以下といったカテゴリーの若年選手によるチームも所有している。これらはアマチュアチームである。また、ドイツのプロクラブ、及び、日本のFC岐阜SECONDやファジアーノ岡山ネクストなどといった、年齢制限の無いアマチュアチームを所有している例もある。このように、サッカー競技におけるクラブの形態としては、プロチームを頂点として、その下にカテゴリー別のアマチュアチームを抱えるピラミッド型構造を有することはごく一般的である。これらのカテゴリーに所属しているアマチュア選手が同クラブのプロチームの試合に出場する事については、ほとんどの場合何の制限も設けられていない。
また各国の協会は、管轄内のクラブについて、プロチームだけでなくアマチュアチームを含む全所属チームも通常は統括している。これによって、その協会に加盟していればプロフェッショナル・アマチュアを問わず参加資格を与えることもでき、協会所属の全てのクラブ・チームが参加するトーナメントなどの開催が可能となっている。こうした大会としては、イングランドのFAカップや日本の天皇杯全日本サッカー選手権大会などがある。

## 日本のプロサッカー選手
日本国内のプロ選手については、日本サッカー協会（JFA）が管轄している。契約形態は、選手の過去の実績に応じて以下の3段階の契約に分かれている。

### プロA契約
いわゆる「一般的なプロ契約」のことである。契約書には白色の紙が用いられる。
選手がこの契約を結ぶためには、日本プロサッカーリーグ（Jリーグ）の公式戦（リーグ戦、カップ戦、スーパーカップ）および日本フットボールリーグ（JFL）の公式戦（リーグ戦、スーパーカップ）、天皇杯全日本サッカー選手権大会において、一定以上の時間試合に出場するといった実績が必要である。基準となる時間については、たとえば以下の通りである。
- J1で450分（5試合フル出場相当）
- J2で900分（10試合フル出場相当）
- J3あるいはJFLで1350分（15試合フル出場相当）
- 他に、サッカー日本代表としての国際AマッチやFIFA U-20ワールドカップ本選、AFCチャンピオンズリーグなどを計算に含めることが可能である。

プロA契約を希望する選手には、以上の出場時間の条件を満たすことか、下記のプロC契約の締結後3年の経過が要件となる。
プロA契約についてのクラブ側の義務事項としては、本契約における選手の最低年俸は460万円であることが定められている。ただし、契約初年度のみ670万円が上限となっている（2年目以降は上限に制限はない）。プロA契約を結ぶことのできる選手の数（枠）は1クラブにつき25名までである。たとえば、下級の契約からの昇格資格者が現れて、この選手受け入れる場合、枠を使い切っている場合はその時点の締結者のうち誰かと解約する必要が生じる。AFCチャンピオンズリーグに出場した実績のあるクラブについては、この選手数は27名に増枠される。
他方で、J1・J2についてはクラブが保有しなければならない選手の人数に下限も定められており、J1では15人以上、J2であれば5人以上の選手とA契約を結ばなければならない。J3については、プロ契約者を3人以上保有することが義務付けられているが、J1・J2とは異なり、「プロA契約でなければならない」という明確な基準の記載はない。

### プロB契約
プロA契約の下位の位置付けの契約形態である。契約書は青色の紙が用いられている。契約にはプロA契約と同等条件を満たしていることが必要である。
年俸は基本年俸が最高460万円、出場給を設定する場合も1試合4万7260円以下の上限がつくが、それ以外の変動報酬については制約はない。1クラブ当たりの契約人数の上限はない。

### プロC契約
プロB契約のさらに下位の位置付けの契約形態である。契約書には緑色の紙が用いられている。アマチュア選手や社員選手がプロ契約を結ぶ場合は、基本的にまずこの契約からスタートすることになる。
契約期間は最長で3年。基本年俸は最高460万円で、出場給・勝利給以外の変動報酬は認められていないほか、出場給も1試合4万7260円以下とされるなど、かなり給料が低く抑えられている。1クラブ当たりの契約人数の上限はない。
なおプロC契約の選手がシーズン途中でプロA・B契約の出場実績基準を満たした場合は、クラブは3日以内にプロAもしくはプロB契約への変更通知を行う必要がある。この時にクラブからプロA契約への変更が提示されなかった場合、選手は移籍リストへの掲載を要求することができる。なおシーズン途中へのプロC→プロA契約への変更は、当該年度に限り前述の25名枠の対象外となる。

### その他
外国籍の選手については、上記の「プロA～C」の三種の契約に該当しない、他の形態の契約を個別に結ぶことも可能である。これは扱いとしてはプロA契約と同じとされている。またこのため、この契約の対象者は、上述の25名枠の制限の該当者として数えられる。